# Factoryville, Pennsylvania
Factoryville là một thị trấn thuộc quận Wyoming, tiểu bang Pennsylvania, Hoa Kỳ. Năm 2010, dân số của thị trấn này là 1158 người.